# Senecio spathulatus
Senecio spathulatus là một loài thực vật có hoa trong họ Cúc. Loài này được A.Rich. miêu tả khoa học đầu tiên năm 1834.